# Gemeinde Središče ob Dravi
Središče ob Dravi (deutsch: Polstrau) ist der Namen einer Gemeinde und der namensgebenden Ortschaft im Nordosten Sloweniens. Sie liegt in der historischen Landschaft Spodnja Štajerska (Untersteiermark) und in der statistischen Region Podravska direkt an der Grenze zu Kroatien.

## Lage
Die Gemeinde Središče ob Dravi liegt an der kroatischen Grenze an der Drau, die dort die Grenze zwischen Slowenien und Kroatien bildet. Die nächsten größeren Ortschaften sind die Kleinstadt Ormož 9,5 km westlich, die Stadt Ptuj 24 km westlich, sowie auf kroatischer Seite Čakovec 12,5 km östlich und Varaždin 11 km südöstlich.

## Ortschaften
Die Gemeinde umfasst fünf Ortschaften. Die deutschen Exonyme in den Klammern wurden bis zum Abtreten des Gebietes an das Königreich der Serben, Kroaten und Slowenen im Jahr 1918 vorwiegend von der deutschsprachigen Bevölkerung verwendet und sind heutzutage größtenteils unüblich:
- Godeninci (Godeninzen)
- Grabe (Grabendorf)
- Obrež (Obrisch)
- Središče ob Dravi (Polstrau)
- Šalovci (Schalofzen)

## Sehenswürdigkeiten
- Središče-Landschaftsschutzpark

## Nachbargemeinden
| Ormož           | Ormož                                       | Gornji Mihaljevec (HR) |
| Ormož           | Kompassrose, die auf Nachbargemeinden zeigt | Nedelišće (HR)         |
| Petrijanec (HR) | Petrijanec (HR)                             | Sračinec (HR)          |

## Geschichte
Funde beweisen, dass die Gegend schon in der Jungsteinzeit bewohnt war. Um 1200 konnte Friedrich III. von Pettau das Gebiet Friedau mit Polstrau den Ungarn abgewinnen. Središče ob Dravi wurde im Zusammenhang mit der Burg Polstrau 1255 erstmals erwähnt. Die Burg selber wurde 1532 von den Türken zerstört und später nicht wieder aufgebaut. Die Heiligengeistkirche (Sveti Duh), die gotisch wirkt, wurde 1516 das erste Mal erwähnt und war Sitz des Vikariats von Ormož. Die Kirchenausstattung wurde im 18. Jahrhundert erneuert. Sehenswert ist die rustikale Statue der Schmerzhaften Muttergottes.

## Persönlichkeiten
- Maria Pachleitner (1909–2008), Politikerin, Gründerin und Präsidentin der Lebenshilfe Steiermark